# Olijf

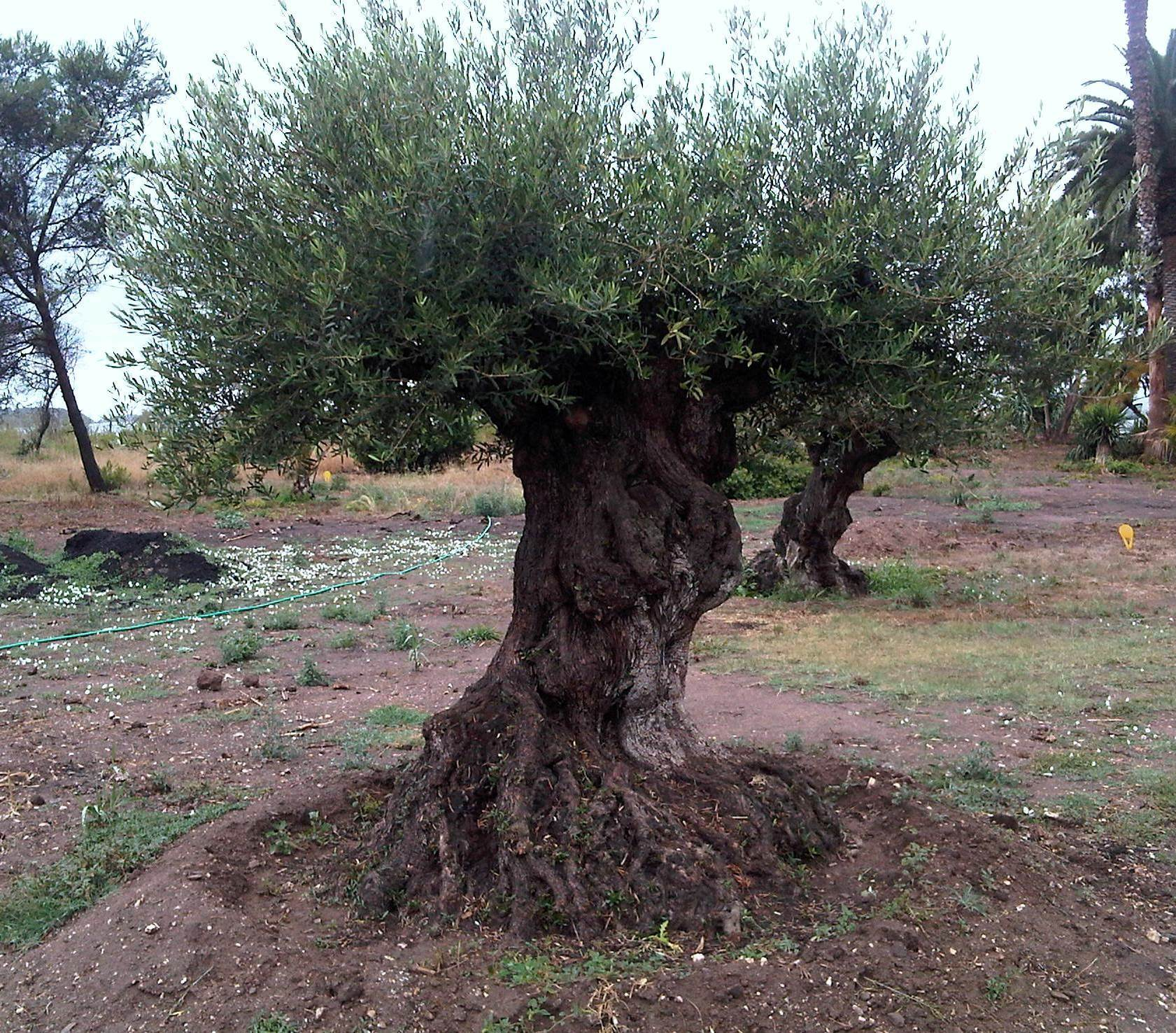
Olijfboom in de Provence

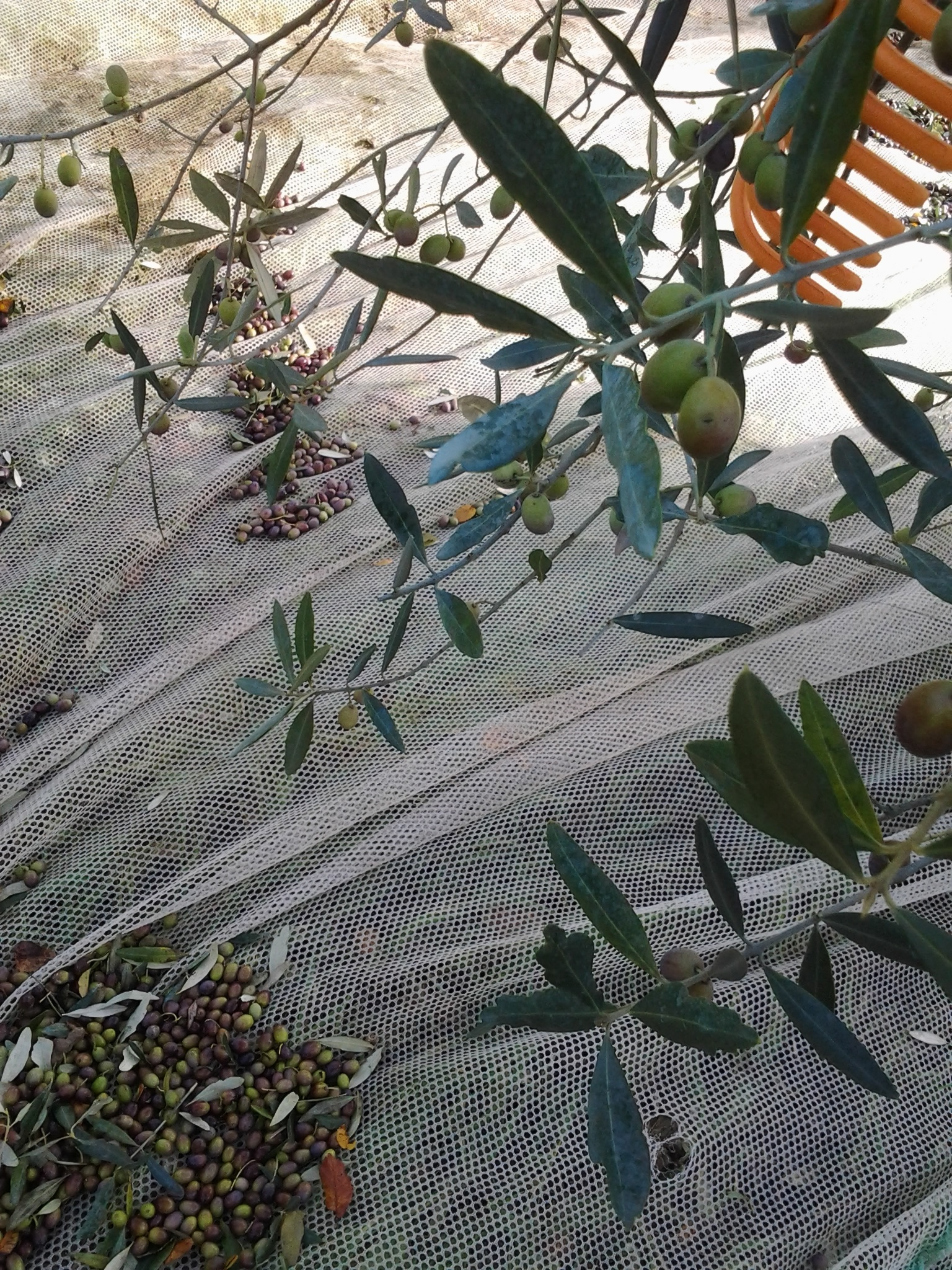
Vruchten plukken met een olijvenharkje

De olijf is de vrucht van de olijfboom (Olea europaea), een boom uit de olijffamilie (Oleaceae). Het geslacht Olea telt ongeveer twintig soorten met een groot verspreidingsgebied, voornamelijk in de Oude Wereld. De olijf zelf wordt gegeten, uit de pit en het vruchtvlees wordt olijfolie gewonnen. De olijf is traditioneel en ook vandaag de dag nog een van de belangrijkste landbouwproducten van onder andere de landen rond de Middellandse Zee.

## Oorsprong
Olijfbomen zijn circa zesduizend jaar geleden verspreid vanuit Klein Azië naar Palestina en vandaar naar gebieden rond het oostelijk deel van de Middellandse Zee, zoals Syrië.
Al duizenden jaren wordt de boom in de literatuur van landen rond de Middellandse Zee genoemd, zoals in Griekse mythologie en Tenach. Volgens de Griekse mythologie schonk Pallas Athene in haar wijsheid een olijfboom aan de stad Athene. Nog steeds staat er daarom een olijfboom op de Akropolis. In de cultuur van het Joodse volk wordt de boom als symbool van vrede en geluk gezien.
Rond 600 v.Chr. verspreidde de teelt van olijfbomen zich naar Griekenland, Italië, Noord-Afrika en andere mediterrane landen. Ook in andere delen van de wereld, zoals Australië, Florida, Brazilië, Mexico, en China worden tegenwoordig olijven geproduceerd.

## Productie
Olijven worden volop in landen met een mediterraan klimaat geteeld, warme droge zomers en relatief milde winters zijn een zeer geschikt klimaat. Andere teeltgebieden zijn Australië en Californië waar een gele olijf gekweekt wordt. De olijf groeit uit tot een groenblijvende boom van een meter of negen. Er zijn veel soorten olijven met grote en kleine vruchten.
De olijvenoogst vindt in het late najaar plaats. Er zijn verschillende manieren om de olijven te plukken. Ten eerste kan met een emmertje de boom in geklommen worden, waarna de olijven in het emmertje geritst worden. Ten tweede kan er een net of (plastic) kleed onder de boom gelegd, waarna de boom geschud wordt, en de takken met stokken bewerkt worden zodat de olijven in het net of kleed vallen. Ten derde kunnen de olijven met een soort harkjes van de takken getrokken worden. Ook dan vallen de olijven in een net of kleed, dat daarna samengevouwen wordt, waarna de olijven in een mand of krat geschud worden. Er is ook een elektrische variant van de hark in gebruik, waarbij de 'hark' ronddraait.
Na de oogst worden de vruchten naargelang van hun soort ingelegd in zuur, alkalisch of aan de lucht blootgesteld. Olijven worden niet vers van de boom gegeten want ze zijn dan nog oneetbaar bitter. Ze worden eerst een paar maanden tot een jaar in een zoutwaterbadje gelegd om de bittere smaak te verwijderen. Het proces kan worden versneld door de schil in te kerven of door de olijven na het plukken kort in te vriezen, waardoor het zout sneller door de vrucht wordt opgenomen.
Dit pekelen is de traditionele manier van bereiden, de olijven die eerst nog vele tinten groen tot geelbruin hadden worden op natuurlijke manier zwart.
Er is dus geen kleurstof nodig.
Omdat dit veel tijd vraagt, zijn de gepekelde olijven duurder dan de fabrieksmatig geproduceerde, maar de geur en smaak is meer intens.

## Consumptie
Olijven kunnen in allerlei gerechten verwerkt worden. In Griekenland worden ze veelal met wat feta (geiten- of schapenkaas) gegeten. Verder eet men ze als onderdeel van salades, op pizza's en andere maaltijden. Veel olijven worden niet ingemaakt, maar door middel van persing tot olijfolie verwerkt, een vloeistof die zeer veel toepassingen heeft zoals voor het bereiden van voedsel, als brandstof voor verwarming en verlichting, als geneesmiddel of als basis voor cosmetica (bijvoorbeeld zeep).
Er vallen meer soorten olijven te onderscheiden. In het Grieks wordt onderscheid gemaakt tussen onder meer zes verschillende soorten: elitses (klein van formaat, met weinig vruchtvlees), kalamata (grote zwarte olijf), thasos, Ionische groene en throumpes (gerimpelde olijven). Het onderscheid tussen de groene en de donkere (zwarte) olijven is het bekendst. Onrijpe olijven zijn groen, rijpe zijn zwart, diepbruin of paars. Vers geplukte olijven zijn niet direct voor consumptie geschikt. Pas nadat ze 6 maanden in een zoutbad zijn ingelegd, is de bittere smaak verdwenen en zijn ze geschikt voor consumptie.
Zwarte olijven zijn zachter en hebben meer smaak dan groene. Gepekelde zwarte olijven zijn het sterkst van smaak. Door het zoutbad zijn deze ingedroogd en hebben ze een gerimpeld uiterlijk. Ontpitte zwarte olijven zijn meestal kunstmatig zwart gemaakte groene olijven, omdat rijpe vruchten te zacht zijn om mechanisch te ontpitten. Dit geldt voor het merendeel van de zwarte olijven. Het kleuren gebeurt door middel van een oxidatieproces door onderdompeling gedurende 6-8 uur in natronloog (caustische soda). Voor het kleurbehoud in pot of blik is ferroglucose als stabilisator toegevoegd. Door deze behandeling verdwijnt tevens de bittere smaak.

### Voedingswaarde
Volgens het Voedingscentrum behoren olijven tot het fruit. 100 gram olijven leveren een energiewaarde van 111 kcal. Verder bestaat 100 gram olijven uit 11,0 g vet, 4,0 g voedingsvezel, 1 g eiwit, 0,0 g koolhydraten, 2,0 mg vitamine E, 0,020 mg vitamine B6, 2,250 g natrium, 5,625 g zout, 91 mg kalium, 22 mg magnesium, 61 mg calcium, 17 mg fosfor, 1,8 mg ijzer, 1 µg seleen, 0,23 mg koper en 0,22 mg zink.

## Olijfboom
De boom waaraan in de loop der eeuwen de eetbare olijven zijn ontstaan is de ondersoort Olea europaea subsp. sylvestris. In Oost-Afrika komt nog een andere ondersoort voor, Olea europaea subsp. cuspidata, met kleine olijven die nauwelijks eetbaar zijn. In de hooglanden van Ethiopië komt deze Afrikaanse wilde olijf vaak voor in kerkbossen, kleine resten natuurlijk bos in een verder vaak boomloos landschap. Door onderling kruisen bestaan er vandaag de dag meer dan 80 varianten olijfbomen.
De boom groeit aanvankelijk relatief langzaam, heeft een dikke stam en lange wortels. Vanwege de groei van de wortels moet er bij het beplanten een minimale afstand tussen de bomen worden aangehouden. Pas na vijf jaar begint de boom vruchten te dragen. Olijfbomen kunnen vele honderden jaren oud worden.
In Nederland en België worden olijfbomen soms geteeld als kuipplant. Oudere planten kunnen in deze landen het hele jaar in de volle grond staan. Ze herstellen snel na lichte vorst.

### Aanschaf en verzorging
Goed gewortelde planten worden in een container verkocht, niet 'op kluit'.
De olijfbomen verlangen veel zon en een goed doorlatende zanderige kleigrond die wat kalk bevat. 'Natte voeten' zijn slecht voor een olijf. In de zomer geeft men een gemiddelde hoeveelheid water, in de winter slechts weinig, maar de grond mag nooit helemaal uitdrogen. Hetzelfde geldt voor olijven die in een kuip staan. Goede drainage met kleikorrels of scherven onder in de pot is belangrijk, die nemen het meeste water op. Het overtollige water moet uit de pot kunnen stromen, zodat er geen wortelrot optreedt.
Door licht snoeiwerk kan men de losse groei van een jonge olijfboom wat corrigeren. Dit gaat wel ten koste van de bloemen, die zich op de groei van het voorgaande jaar vormen. Lange takjes kunnen in het voorjaar ingekort worden om de boom compact te houden. Ook bemesting vindt plaats in het voorjaar, bij voorkeur in de vorm van een langzaam werkend bemestingsmiddel.
Olijfbomen kunnen last hebben van de schimmel Phytophthora, die ook op de aardappelen en druiven kan voorkomen. Het is te herkennen aan de zwarte ronde vlek op de blad van de boom, die dan ook geleidelijk geel wordt. De olijfvlieg die in Zuid-Europa voorkomt en daar schade aan de olijvenoogst toebrengt, komt in Noord-Europa niet voor.
In de koudste wintermaanden december/januari verdient het aanbeveling om de jonge olijf in te pakken. Met stro kan men de voet van de plant bedekken en daarna met jute omwikkelen, zodat de plant kan blijven ademen maar ook voldoende vocht kan absorberen. Winterbeschermingshoezen verhogen de temperatuur met zeven graden. Deze doeken zijn gemaakt van fleece en laten vocht en licht door. Gebruik van noppenfolie (bubbeltjesplastic) wordt afgeraden; dit zorgt namelijk voor condensvorming, waardoor de vorst sterker toeslaat.
Men kan ook een verlichtingsslang om de boom heen wikkelen wat ook voor extra warmte kan zorgen. Tegenwoordig zijn er ook speciale warmtekabels verkrijgbaar, die olijfbomen helpen beschermen tegen strenge vorstperioden. Oude exemplaren kunnen –18 °C hebben, jonge planten tussen –10 en –15 °C.

### Snoei
Het snoeien van de olijfboom behoeft op zich geen probleem te zijn. Eigenlijk behoeft de boom nooit gesnoeid te worden, maar daarnaast kan de boom net als een knotwilg rigoureus elk voorjaar geknot worden. Dat zijn de twee uitersten. Van belang is of de olijf ook bestemd is om er vruchten van te krijgen, want dan is het belangrijk om te weten dat een olijfboom nooit tweemaal aan dezelfde tak vruchten draagt en dient men dus de takken die gedragen hebben in het voorjaar terug te nemen. Een andere mogelijkheid is om de takken van de boom terug te knippen tot 20 centimeter van de stam.

### Olijfbomenpest
Decennialang kwam de bacterie Xylella fastidiosa alleen voor in de Verenigde Staten. In 2013 dook een variant op in Europa, in de Zuid-Italiaanse regio Puglia. De beruchte plantenziekte heeft in Italië alleen al miljoenen bomen aangetast. Sindsdien verspreidt de epidemie zich over heel Zuid-Europa. Eind september 2018 werd in een tuincentrum in Roeselare de dodelijke bacterie voor het eerst aangetroffen in België. Ondertussen beperkt de ziekte zich niet meer tot olijfbomen. De bacterie wordt nu ook gevonden op druivelaars, amandel-, pruimen- en kersenbomen. Het lijkt of de planten gewoon uitdrogen. De bacterie is erg besmettelijk voor planten, niet voor de mens, en er bestaat geen behandeling tegen. De enige oplossing is om alle bomen in het besmette gebied te vernietigen, aangetast of niet.
Twee varianten, de leccino en favolosa, lijken in grote mate resistent tegen de bacterie. Ze kampen wel met de ziekte, maar slagen er in te overleven en opnieuw oogsten op te leveren. Het grote voordeel van de favolosa is dat deze olijfboom al na twee jaar vruchten draagt, terwijl dit voor andere varianten tot zeven jaar kan duren.

## Zaken die naar de olijf zijn genoemd
- De Olijfberg in Jeruzalem
- De nucleus olivaris ofwel olijf: een deel van de medulla oblongata, een deel van de hersenstam dat de informatie uit het cerebrum (grote hersenen) en het ruggenmerg doorstuurt naar het cerebellum (kleine hersenen)
- Olijfje, vriendin van tekenfilmfiguur Popeye
- Olijfgroen, een specifieke kleur groen

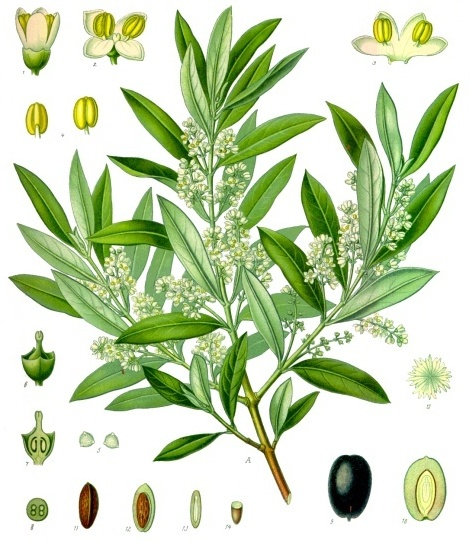
Blad, bloemen en vruchten
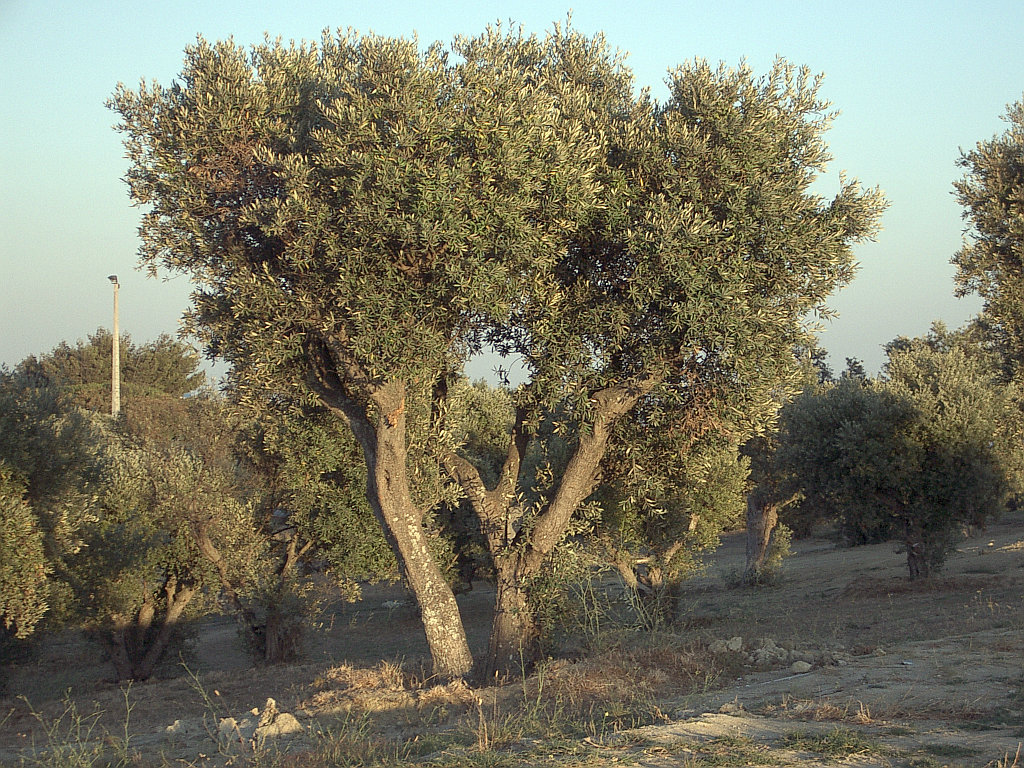
Olijfboom
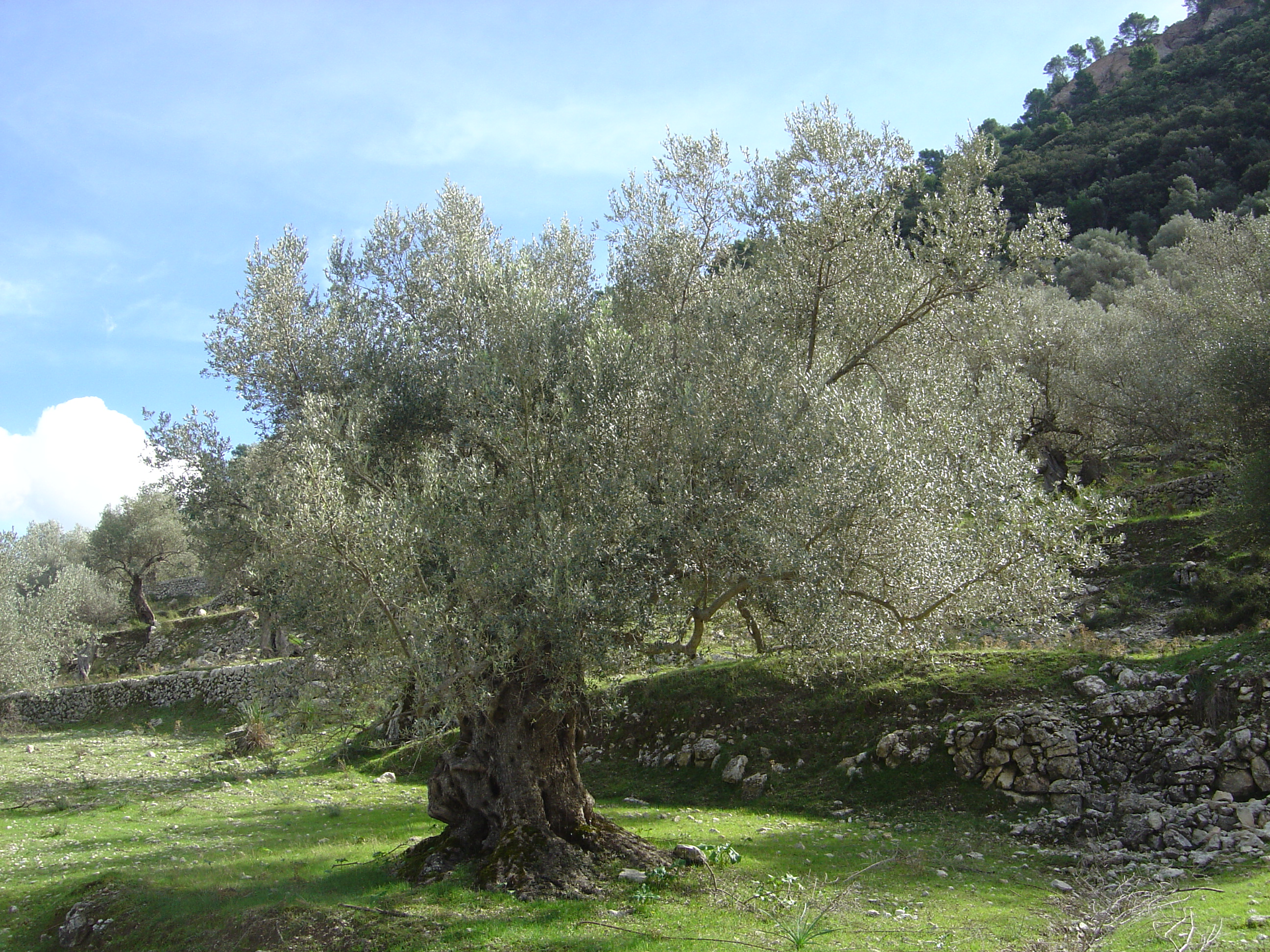
Olijfbomen
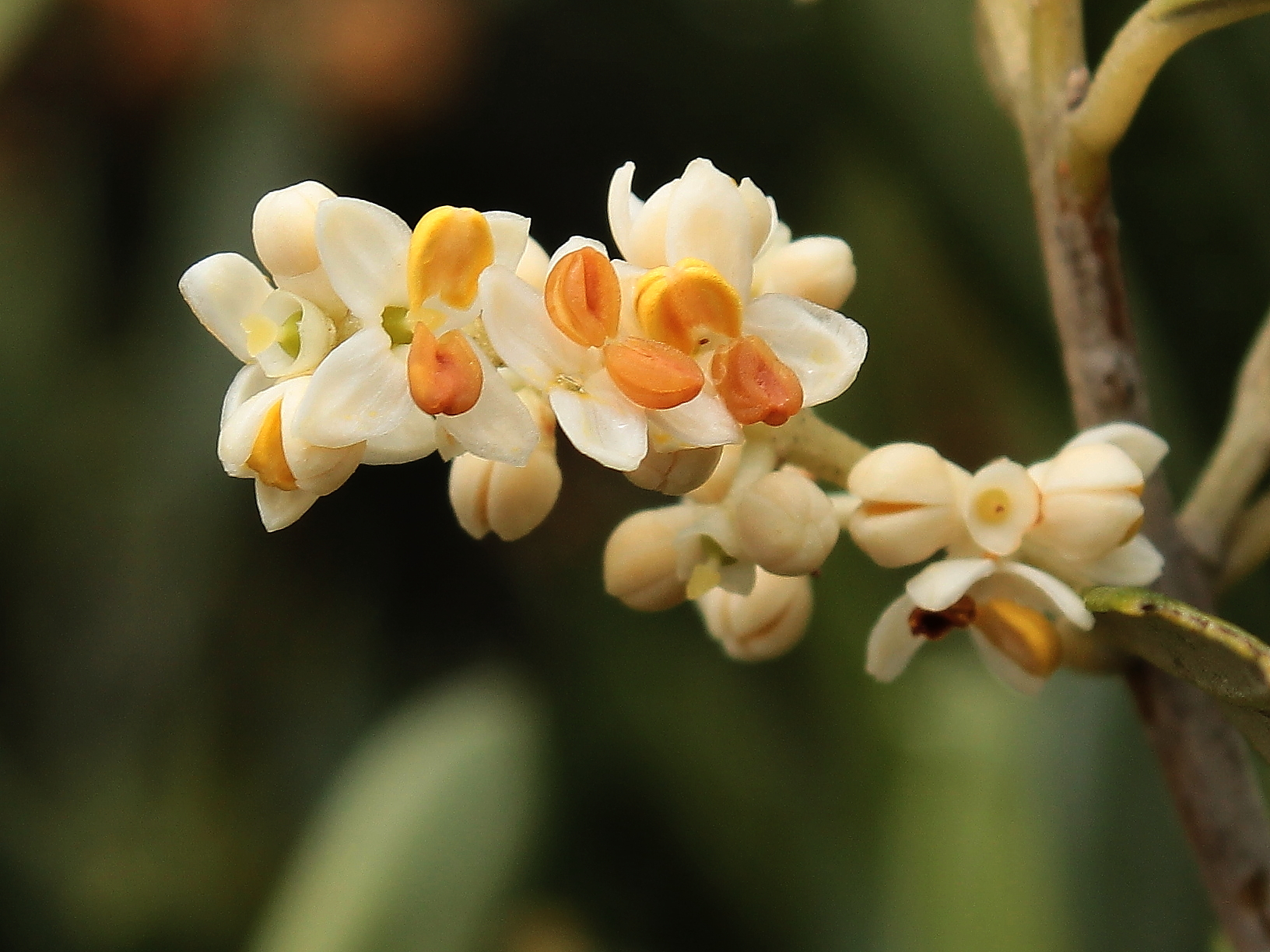
Bloemen
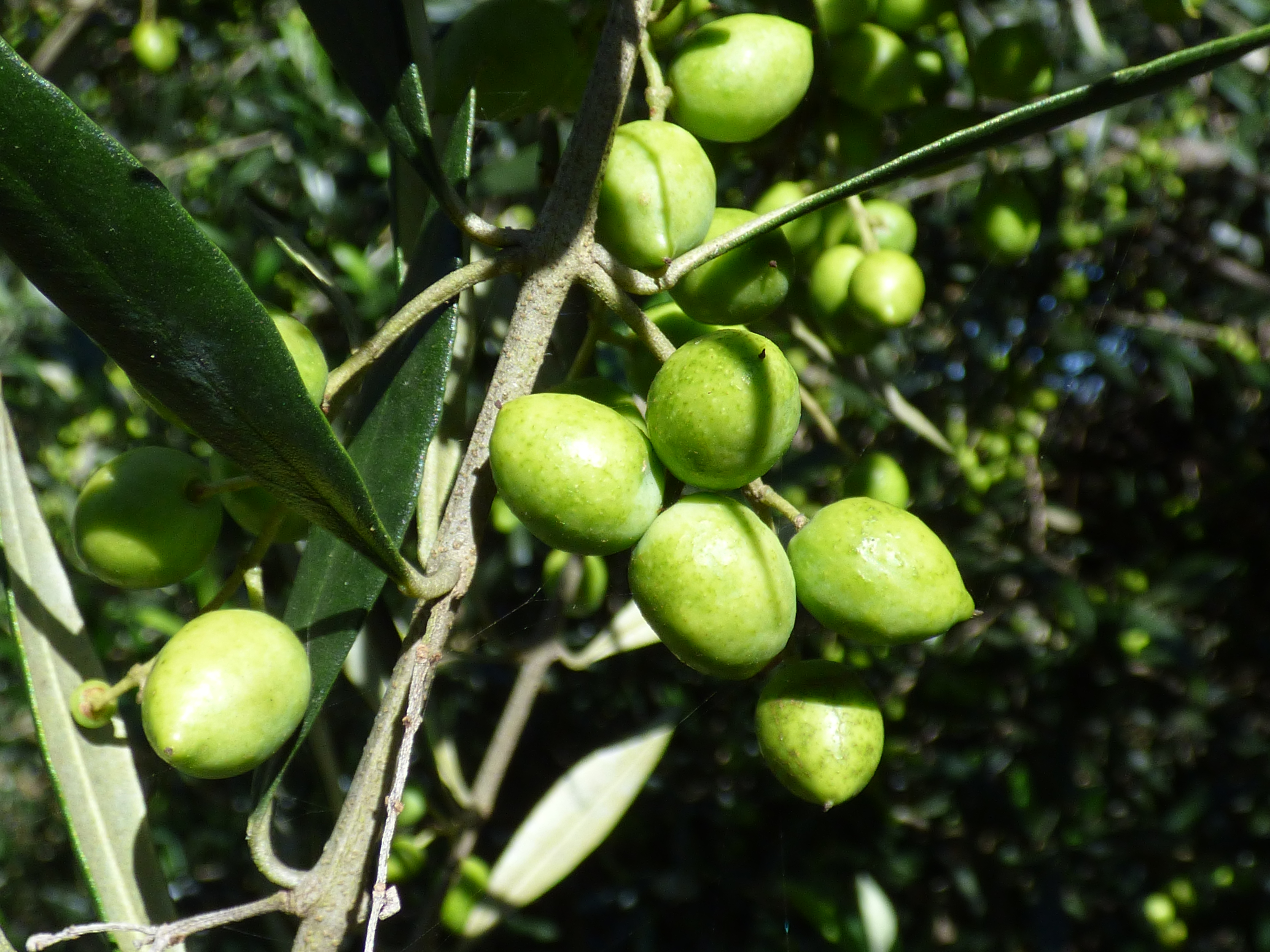
Tak met onrijpe vruchten
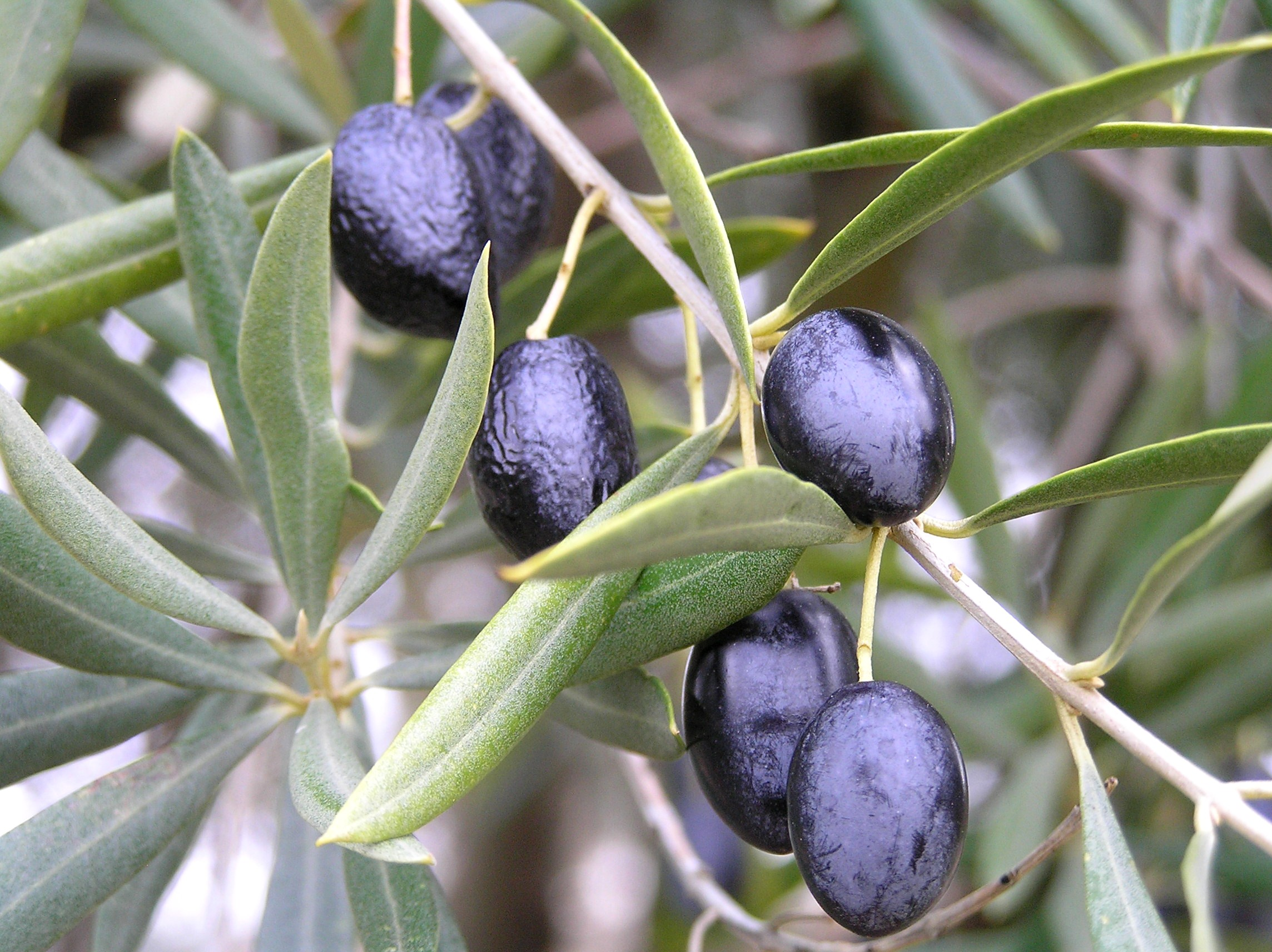
Rijpe vruchten
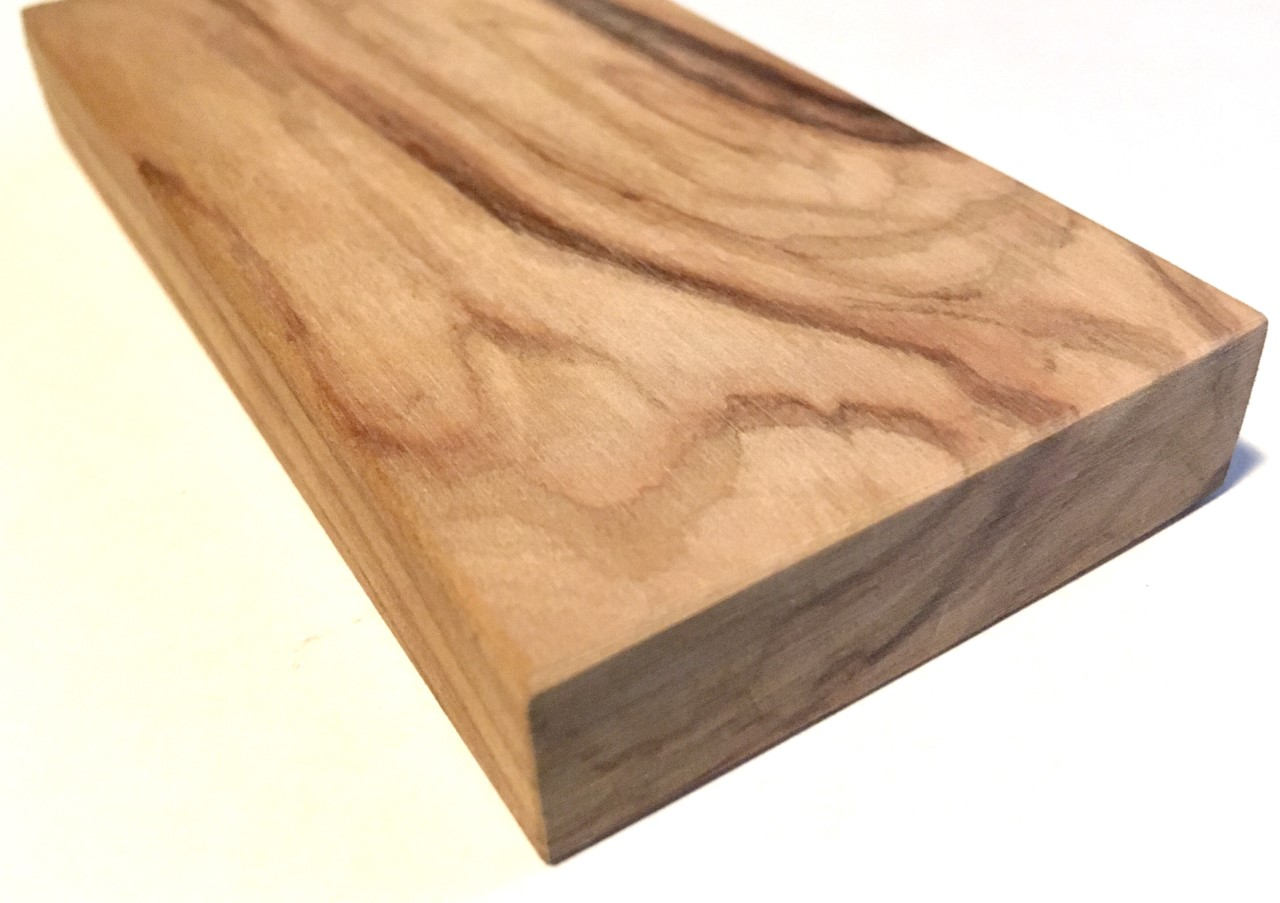
Olijfhout